# Santa Maria Maior (Lisboa)
Santa Maria Maior é uma freguesia portuguesa do município de Lisboa, que reúne as zonas do Centro Histórico de Lisboa, com 3,01 km² de área e 10051 habitantes (censo de 2021). A sua densidade populacional é 3 339,2 hab./km².
Ergue-se em torno da Sé de Lisboa (Igreja de Santa Maria Maior).

## História
Foi criada no âmbito da reorganização administrativa de Lisboa de 2012, que entrou em vigor após as eleições autárquicas de 2013, resultando, com pequenas diferenças, da agregação de 12 pequenas freguesias (incluindo as, até então, 9 mais pequenas freguesias de Portugal).

## Demografia
| Ano  | 0-14 Anos | 15-24 Anos | 25-64 Anos | > 65 Anos |
| 2001 | 1329      | 1685       | 7146       | 4031      |
| 2011 | 1190      | 1119       | 7560       | 3092      |
| 2021 | 875       | 853        | 6296       | 2027      |

À data da junção das freguesias, a população registada no censo anterior foi:

Freguesias existentes antes da criação em 2012 da freguesia de Santa Maria Maior.

| Freguesia atual   | Freguesia atual  | Freguesia atual | Freguesias antigas           | Freguesias antigas | Freguesias antigas |
| Freguesia         | População (2011) | Área (km²)      | Freguesia                    | População (2011)   | Área (km²)         |
| ----------------- | ---------------- | --------------- | ---------------------------- | ------------------ | ------------------ |
| Santa Maria Maior | 12 961           | 3,01            | Castelo                      | 355                | 0,06               |
| Santa Maria Maior | 12 961           | 3,01            | Madalena                     | 393                | 0,12               |
| Santa Maria Maior | 12 961           | 3,01            | Mártires                     | 372                | 0,10               |
| Santa Maria Maior | 12 961           | 3,01            | Sacramento                   | 742                | 0,09               |
| Santa Maria Maior | 12 961           | 3,01            | Santa Justa                  | 891                | 0,25               |
| Santa Maria Maior | 12 961           | 3,01            | Santiago                     | 619                | 0,06               |
| Santa Maria Maior | 12 961           | 3,01            | Santo Estêvão                | 1 511              | 0,23               |
| Santa Maria Maior | 12 961           | 3,01            | São Cristóvão e São Lourenço | 1 341              | 0,08               |
| Santa Maria Maior | 12 961           | 3,01            | São Miguel                   | 1 531              | 0,05               |
| Santa Maria Maior | 12 961           | 3,01            | São Nicolau                  | 1 231              | 0,26               |
| Santa Maria Maior | 12 961           | 3,01            | Sé                           | 910                | 0,12               |
| Santa Maria Maior | 12 961           | 3,01            | Socorro                      | 3 065              | 0,11               |

## Sede e Delegações da Junta de Freguesia
- Sede (Madalena) - Rua da Madalena, 151
- Posto de Alfama (Santo Estêvão) - Rua dos Remédios, 53
- Posto da Baixa (São Nicolau) - Rua da Prata, 59 - 1.º
- Posto do Castelo (Castelo) - Rua do Espírito Santo - Casa do Governador
- Posto do Chiado (Sacramento) - Calçada do Sacramento, 52
- Posto da Mouraria (Socorro) - Rua da Mouraria, 102 - 2.º

## Arruamentos
A freguesia de Santa Maria Maior contém 371 arruamentos. São eles:
- Arco da Conceição
- Arco das Portas do Mar
- Arco de Jesus
- Arco do Rosário
- Arco Escuro
- Avenida Almirante Reis[nota 5]
- Avenida da Liberdade[nota 6]
- Avenida da Ribeira das Naus[nota 7]
- Avenida Infante Dom Henrique[nota 8]
- Beco Cascalho
- Beco da Achada
- Beco da Amendoeira
- Beco da Atafona
- Beco da Barbadela
- Beco da Bicha
- Beco da Cardosa
- Beco da Caridade
- Beco da Corvinha
- Beco da Formosa
- Beco da Guia
- Beco da Laje[nota 9]
- Beco da Lapa
- Beco da Oliveira
- Beco da Ricarda
- Beco das Atafonas
- Beco das Barrelas
- Beco das Canas
- Beco das Cruzes
- Beco das Farinhas
- Beco das Flores
- Beco das Gralhas
- Beco das Mil Patacas
- Beco das Olarias
- Beco de Maria da Guerra
- Beco de Santa Helena
- Beco de São Francisco
- Beco de São Lázaro[nota 10]
- Beco de São Luís da Pena[nota 10]
- Beco de São Marçal
- Beco de São Miguel
- Beco do Alegrete
- Beco do Alfurja
- Beco do Almotacé
- Beco do Arco Escuro
- Beco do Azinhal
- Beco do Belo
- Beco do Benformoso
- Beco do Bugio
- Beco do Carneiro
- Beco do Castelo
- Beco do Chanceler
- Beco do Espírito Santo
- Beco do Forno
- Beco do Forno da Galé
- Beco do Forno do Castelo
- Beco do Funil
- Beco do Garcês
- Beco do Guedes
- Beco do Imaginário
- Beco do Jasmim (S. Cristóvão)
- Beco do Jasmim (Socorro)
- Beco do Leão
- Beco do Loureiro
- Beco do Maldonado
- Beco do Maquinez
- Beco do Marquês de Angeja
- Beco do Melo
- Beco do Mexias
- Beco do Outeirinho da Amendoeira
- Beco do Penabuquel
- Beco do Pocinho
- Beco do Quebra Costas
- Beco do Recolhimento
- Beco do Rosendo
- Beco do Surra
- Beco do Vigário
- Beco dos Armazéns do Linho
- Beco dos Cativos
- Beco dos Cavaleiros
- Beco dos Clérigos
- Beco dos Cortumes
- Beco dos Fróis
- Beco dos Paus
- Beco dos Ramos
- Beco dos Surradores
- Beco dos Três Engenhos
- Boqueirão da Ponte da Lama
- Boqueirão da Praia da Galé
- Cais da Lingueta
- Calçada Agostinho de Carvalho[nota 9]
- Calçada da Mouraria
- Calçada da Rosa
- Calçada de Santo André[nota 9]
- Calçada de São Francisco
- Calçada de São Vicente[nota 9]
- Calçada do Carmo
- Calçada do Conde de Penafiel
- Calçada do Correio Velho
- Calçada do Desterro[nota 10]
- Calçada do Duque[nota 7]
- Calçada do Ferragial[nota 7]
- Calçada do Forte[nota 9]
- Calçada do Garcia[nota 10]
- Calçada do Jogo da Pela[nota 10]
- Calçada do Marquês de Tancos
- Calçada do Menino Deus[nota 9]
- Calçada do Sacramento
- Calçada Nova de São Francisco
- Calçadinha da Figueira
- Calçadinha de Santo Estêvão
- Calçadinha de São Lourenço
- Calçadinha de São Miguel
- Calçadinha do Tijolo[nota 9]
- Campo das Cebolas
- Caracol da Graça[nota 9]
- Costa do Castelo[nota 9]
- Cruzes da Sé
- Escadinhas Costa do Castelo
- Escadinhas da Achada
- Escadinhas da Barroca[nota 10]
- Escadinhas da Oliveira
- Escadinhas da Rua das Farinhas
- Escadinhas da Saúde
- Escadinhas das Escolas Gerais[nota 9]
- Escadinhas das Olarias[nota 10]
- Escadinhas das Portas do Mar
- Escadinhas de João de Deus
- Escadinhas de Santo Estêvão
- Escadinhas de São Crispim
- Escadinhas de São Cristóvão
- Escadinhas de São Miguel
- Escadinhas do Arco de Dona Rosa[nota 9]
- Escadinhas do Carmo
- Escadinhas do Marquês de Ponte de Lima
- Escadinhas do Santo Espírito da Pedreira
- Escadinhas do Terreiro do Trigo
- Escadinhas dos Remédios
- Escolas Gerais[nota 9]
- Largo Adelino Amaro da Costa
- Largo da Academia Nacional de Belas Artes
- Largo da Achada
- Largo da Atafona
- Largo da Boa-Hora
- Largo da Madalena
- Largo da Rosa
- Largo da Sé
- Largo da Severa
- Largo da Trindade[nota 7]
- Largo das Alcaçarias
- Largo das Gralhas
- Largo das Olarias[nota 9]
- Largo das Portas do Sol
- Largo de Santa Cruz do Castelo
- Largo de Santa Luzia
- Largo de Santo António da Sé
- Largo de Santo Estêvão
- Largo de São Carlos
- Largo de São Cristóvão
- Largo de São Domingos
- Largo de São Julião
- Largo de São Martinho
- Largo de São Miguel
- Largo de São Rafael
- Largo do Carmo
- Largo do Chafariz de Dentro
- Largo do Chanceler
- Largo do Chão do Loureiro
- Largo do Chiado[nota 7]
- Largo do Contador-Mor
- Largo do Correio Mor
- Largo do Limoeiro
- Largo do Marquês do Lavradio
- Largo do Menino Deus
- Largo do Museu de Artilharia
- Largo do Peneireiro
- Largo do Picadeiro
- Largo do Regedor
- Largo do Salvador
- Largo do Sequeira[nota 9]
- Largo do Terreirinho
- Largo dos Caminhos de Ferro[nota 9]
- Largo dos Lóios
- Largo dos Trigueiros
- Largo José Saramago
- Largo Júlio Pereira
- Largo Rafael Bordalo Pinheiro
- Largo Rodrigues de Freitas[nota 9]
- Largo Terreiro do Trigo
- Largo Trindade Coelho[nota 7]
- Pátio Afonso de Albuquerque
- Pátio da Cruz
- Pátio das Canas
- Pátio de Dom Fradique
- Pátio do Carrasco
- Pátio do Peneireiro
- Poço do Borratém
- Praça D. Pedro IV (Rossio)
- Praça da Figueira
- Praça de Luís de Camões[nota 7]
- Praça do Comércio (Terreiro do Paço)
- Praça do Município
- Praça Dom João da Câmara
- Praça dos Restauradores[nota 6]
- Praça Martim Moniz
- Rua Afonso de Albuquerque
- Rua Anchieta
- Rua António Maria Cardoso[nota 7]
- Rua Augusta
- Rua Áurea (Rua do Ouro)
- Rua Bartolomeu de Gusmão
- Rua Capelo
- Rua Conde de Castelo Melhor
- Rua da Achada
- Rua da Adiça
- Rua da Alfândega
- Rua da Amendoeira
- Rua da Assunção
- Rua da Betesga
- Rua da Conceição
- Rua da Condessa
- Rua da Galé
- Rua da Guia
- Rua da Judiaria
- Rua da Madalena
- Rua da Mouraria
- Rua da Oliveira ao Carmo
- Rua da Padaria
- Rua da Palma[nota 10]
- Rua da Prata
- Rua da Regueira
- Rua da Saudade
- Rua da Senhora da Saúde
- Rua da Torre
- Rua da Trindade
- Rua da Vitória
- Rua das Canastras
- Rua das Cozinhas
- Rua das Damas
- Rua das Escolas Gerais[nota 9]
- Rua das Farinhas
- Rua das Flores de Santa Cruz
- Rua das Fontainhas a São Lourenço
- Rua das Olarias[nota 11]
- Rua das Pedras Negras
- Rua das Portas de Santo Antão[nota 12]
- Rua de Augusto Rosa
- Rua de Barros Queirós
- Rua de Castelo Picão
- Rua de Guilherme Braga
- Rua de Santa Cruz do Castelo
- Rua de Santa Justa
- Rua de Santo António da Sé
- Rua de Santo Estêvão
- Rua de São Cristóvão
- Rua de São João da Praça
- Rua de São Julião
- Rua de São Lázaro[nota 10]
- Rua de São Lourenço
- Rua de São Mamede
- Rua de São Miguel
- Rua de São Nicolau
- Rua de São Pedro
- Rua de São Pedro Mártir
- Rua de São Tiago
- Rua de São Tomé[nota 9]
- Rua do Almirante Pessanha
- Rua do Amparo
- Rua do Arco da Graça[nota 10]
- Rua do Arco do Marquês de Alegrete
- Rua do Arsenal[nota 7]
- Rua do Barão
- Rua do Benformoso[nota 10]
- Rua do Cais de Santarém
- Rua do Capelão
- Rua do Carmo
- Rua do Chão da Feira
- Rua do Comércio
- Rua do Crucifixo
- Rua do Duque
- Rua do Espírito Santo
- Rua do Ferragial[nota 7]
- Rua do Jardim do Regedor
- Rua do Jardim do Tabaco
- Rua do Limoeiro
- Rua do Loureiro
- Rua do Milagre de Santo António
- Rua do Museu de Artilharia[nota 9]
- Rua do Recolhimento
- Rua do Regedor
- Rua do Salvador[nota 9]
- Rua do Terreirinho
- Rua do Terreiro do Trigo
- Rua do Vigário
- Rua Dom Antão de Almada
- Rua Dom Duarte
- Rua dos Arameiros
- Rua dos Bacalhoeiros
- Rua dos Caminhos de Ferro[nota 9]
- Rua dos Cavaleiros
- Rua dos Cegos[nota 9]
- Rua dos Condes[nota 12]
- Rua dos Condes de Monsanto
- Rua dos Correeiros
- Rua dos Corvos
- Rua dos Douradores
- Rua dos Duques de Bragança[nota 7]
- Rua dos Fanqueiros
- Rua dos Lagares[nota 9]
- Rua dos Remédios[nota 9]
- Rua dos Sapateiros
- Rua Fernandes da Fonseca
- Rua Garrett
- Rua Henriques Nogueira
- Rua Instituto Virgílio Machado
- Rua Ivens
- Rua João das Regras
- Rua João do Outeiro
- Rua José António Serrano[nota 10]
- Rua Marquês de Ponte de Lima
- Rua Norberto de Araújo
- Rua Nova da Trindade[nota 7]
- Rua Nova do Almada
- Rua Nova do Desterro[nota 10]
- Rua Paiva de Andrada
- Rua Pinheiro Furtado
- Rua Primeiro de Dezembro
- Rua Serpa Pinto
- Rua Teixeira Lopes
- Rua Tomé Pires
- Rua Vítor Cordon[nota 7]
- Travessa D. Pedro de Menezes
- Travessa da Madalena
- Travessa da Mata
- Travessa da Palma
- Travessa da Trindade
- Travessa das Fontainhas
- Travessa das Merceeiras
- Travessa das Pedras Negras
- Travessa de Gaspar Trigo[nota 10]
- Travessa de Santa Luzia
- Travessa de Santo Antão
- Travessa de Santo António da Sé
- Travessa de São Bartolomeu
- Travessa de São João da Praça
- Travessa de São Miguel
- Travessa de São Tomé[nota 9]
- Travessa do Açougue[nota 9]
- Travessa do Almada
- Travessa do Almargem
- Travessa do Arco da Graça[nota 10]
- Travessa do Benformoso[nota 10]
- Travessa do Carmo
- Travessa do Chafariz de El-Rei
- Travessa do Chão da Feira
- Travessa do Chão do Loureiro
- Travessa do Colégio[nota 10]
- Travessa do Cotovelo[nota 7]
- Travessa do Desterro[nota 10]
- Travessa do Ferragial[nota 7]
- Travessa do Forno
- Travessa do Funil
- Travessa do Hospital[nota 10]
- Travessa do Jordão
- Travessa do Terreirinho
- Travessa do Terreiro do Trigo
- Travessa dos Lagares
- Travessa dos Machados
- Travessa dos Remédios[nota 9]
- Travessa dos Teatros
- Travessa João de Deus
- Travessa Nova de São Domingos

Existem ainda outros 23 arruamentos reconhecidos pela Câmara, mas não geridos directamente por esta:
- Acesso Estação Fluvial do Terreiro do Paço
- Beco da Bica
- Castelo de São Jorge
- Largo do Duque de Cadaval
- Pátio da Encarnação (Largo do Chiado, 15)
- Pátio da Pascácia (Rua de Santa Cruz do Castelo, 74)
- Pátio das Canas (Beco das Canas, 4)
- Pátio das Cozinhas (Rua das Cozinhas, 2)
- Pátio das Olarias (Largo das Olarias, 57)
- Pátio do Aljube (Rua de Augusto Rosa, 42)
- Pátio do Coleginho (Rua Marquês de Ponte de Lima, 15)
- Pátio do Jordão (Travessa do Jordão, 4)
- Pátio do Marquês de Castelo Melhor (Escadinhas Costa do Castelo, 6)
- Pátio do Prior (Beco da Formosa, 11)
- Pátio do Salema (Escadinhas da Barroca, 7)[nota 10]
- Pátio do Sequeira (Largo de Santa Cruz do Castelo, 7)
- Pátio José Pedreira (Rua do Recolhimento, 35)
- Pátio Marechal (Travessa das Merceeiras, 27)
- Pátio Miguel Rodrigues (Beco do Jasmim ao Socorro, 23)
- Pátio Senhora da Murça (Beco do Guedes)
- Vila Almeida (Rua Marquês de Ponte de Lima, 13)
- Vila Júlia (Calçada Agostinho de Carvalho, 8)
- Vila Luz Pereira (Travessa do Jordão, 18)